# Napraforgó utcai kísérleti lakótelep

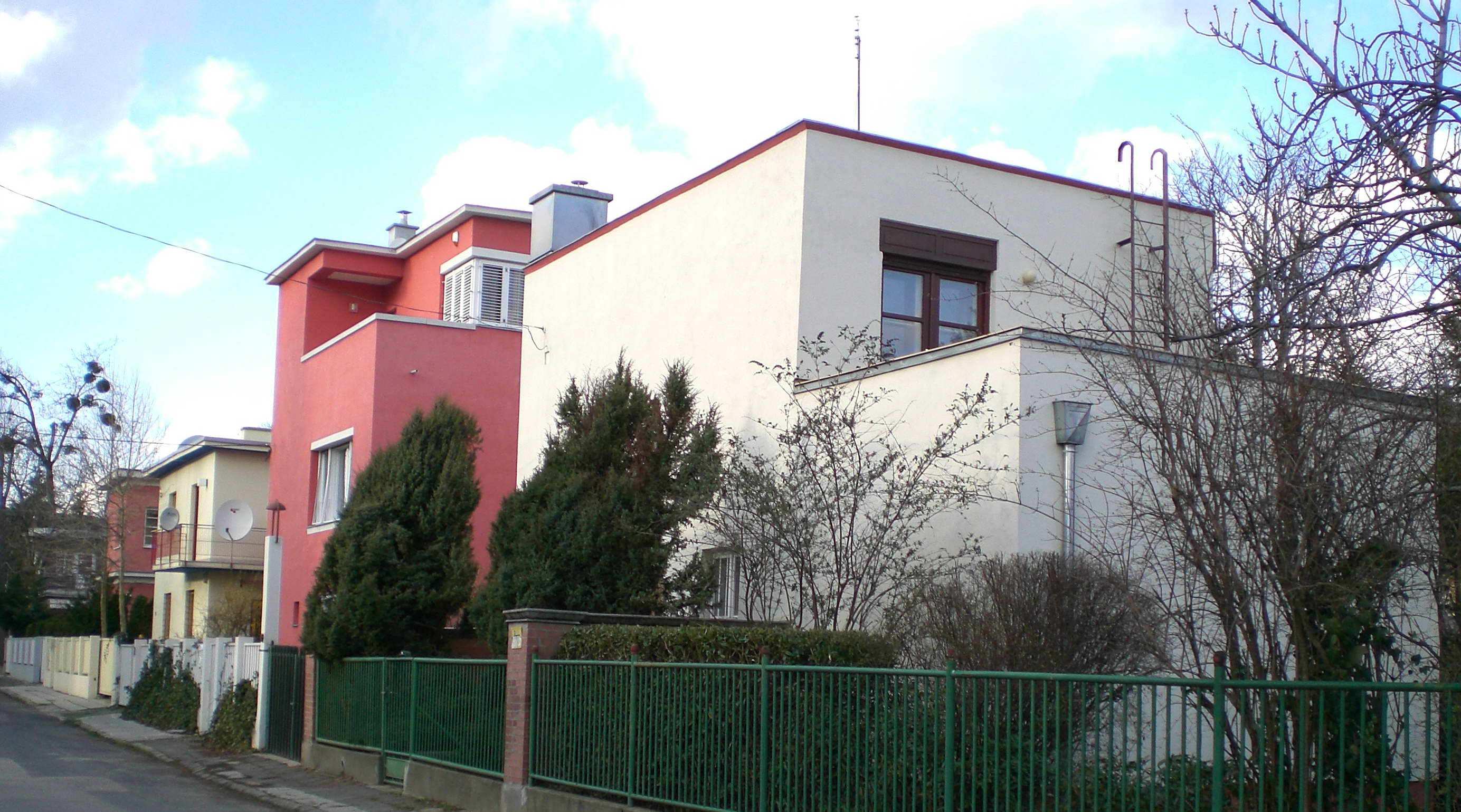
A házsor egy része

A Napraforgó utcai kísérleti lakótelep 1931-ben épült, a maga korában újszerű villatelep Budapest II. kerületében. A hazai modern építészet bölcsője, a Bauhaus magyarországi adaptációjának egyik kiemelkedő emléke. Ellentétben az Európa más országaiban létrehozott kislakásos mintatelepekkel a Napraforgó utcai lakótelep nem állami beruházásban és műhelyszövetség (Werkbund) keretében jött létre, hanem magánkezdeményezésben, vállalkozói tőke bevonásával épült fel.

## Fekvése
A Pasaréten, a Napraforgó utca 1-22. között található, egyik oldalról az Ördög-árok határolja. (Az 1931-ben elnevezett utca a Napraforgó u. 2-től a Széphalom utcáig tart.)

### Megközelítése
Tömegközlekedéssel a legegyszerűbben a BKK 56-os és 61-es villamosjáratának Zuhatag sor vagy Nagyhíd megállójától érhető el, 1-2 perces sétával, vagy 5-10 perc alatt az 5-ös busz Pasaréti téri végállomásától, illetve a 29-es és 129-es buszok Bölöni György utca megállóhelyétől.

## Története

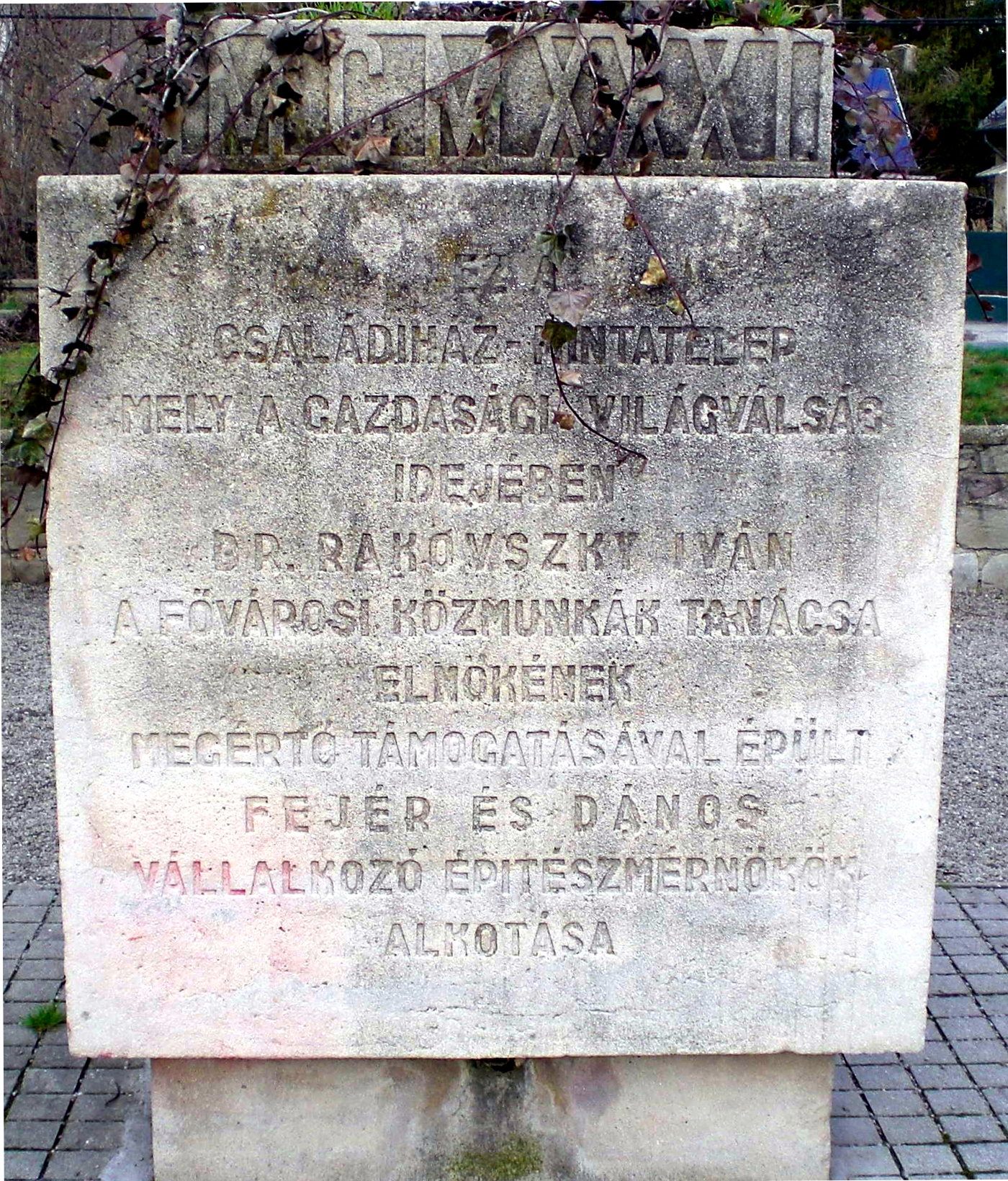
Az építkezés emléktáblája

A „Pasaréti úti kislakásos mintatelep” felavatásán (1931. november 9-én) Kertész K. Róbert kultuszminisztériumi államtitkár, Rakovszky Iván, a Fővárosi Közmunkák Tanácsának elnöke és Ripka Ferenc, Budapest főpolgármestere mondtak ünnepi beszédet, személyük egyértelműen jelezte: a tervezők a szakmai elismerésen túl kiérdemelték a hivatalos „dicséretet” is. Az előzmények azonban nem voltak ennyire zökkenőmentesek.
Az alapötletet az egy évvel korábban Budapesten rendezett nemzetközi építészkongresszus adta. A Magyar Mérnök- és Építész-Egylet lakásankétján néhányan felvetették, hogy egy stuttgarti példa (Werkbund lakótelep) alapján egyszerre több tucat, egymáshoz jól illeszkedő villát kellene építeni. A kísérlet tulajdonképpen arról szólt, hogy lehet-e száz négyszögöles telekre különálló, kertes családi házat tervezni. Az elhangzott ötletet ifj. Masirevich György, Kaffka Péter, Kozma Lajos és Vágó László karolta fel, és megnyerték kivitelezőnek a Fejér és Dános céget.
A megvalósításra kiválasztott, az Ördögárokkal párhuzamosan fekvő üres terület viszont a III. övezetbe tartozott, ahol a telekminimum háromszáz négyszögöl volt. „A Fővárosi Közmunkák Tanácsa 1930. július elején »a családi házak építésének előmozdítása és támogatása céljából« engedélyezte a száz négyszögöles telkek kialakítását. Kikötötték azonban, hogy a telekterületnek maximum 25 százaléka építhető be kettő-négyszobás egylakásos házzal, melléképület nem létesíthető, a házak elhelyezésénél meg kell tartani a telekhatártól mért háromméteres távolságot, a szabadon maradt területek kertészeti kiképzése kötelező, a kerítéseknek egységesen áttörteknek kell lenniük, maximum 80 centiméter magas lábazattal.” Ezekkel a megkötésekkel érte el az építésügyi hatóság a villanegyed, illetve a zöldövezeti jelleg megőrzését.

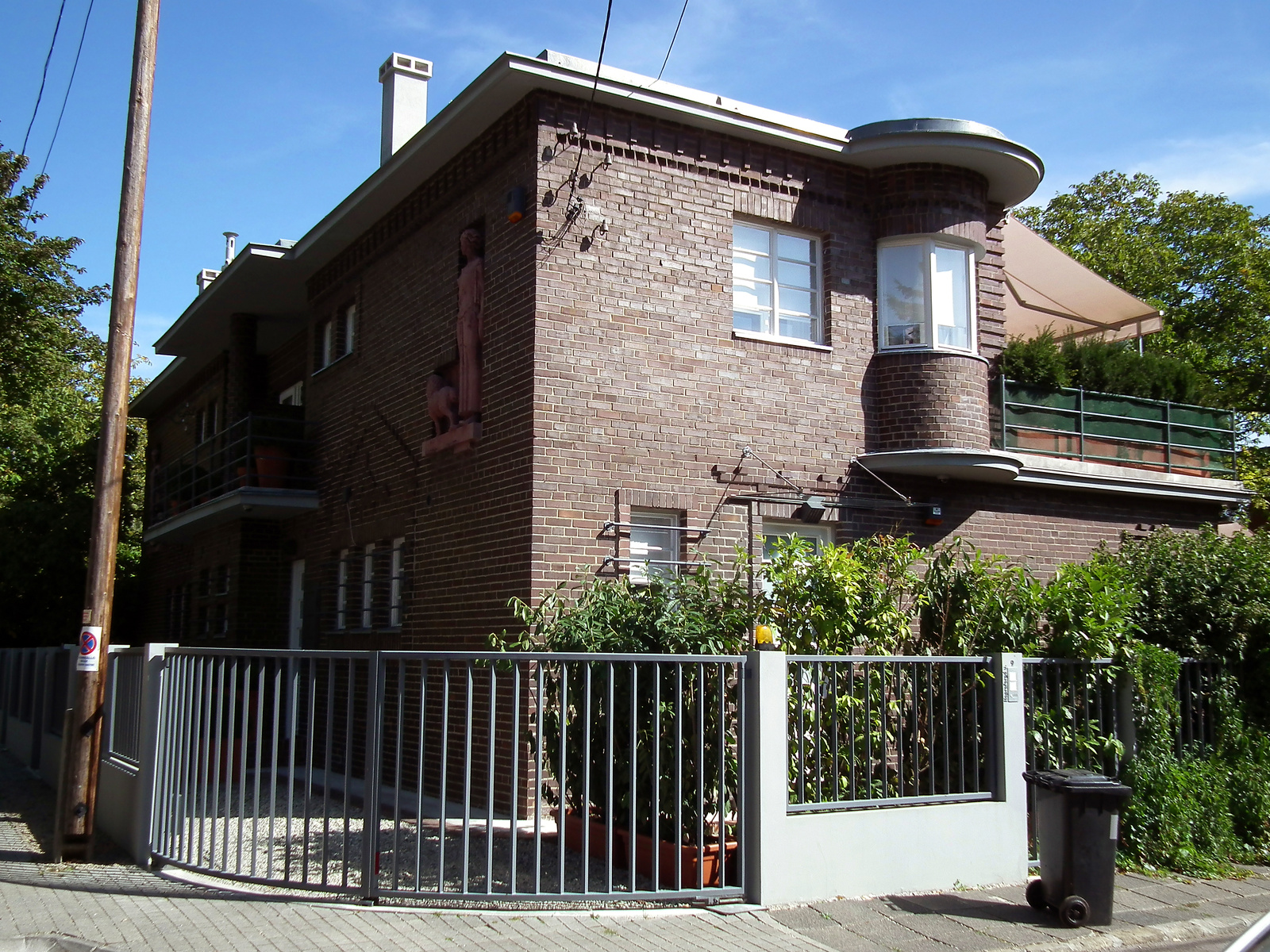
A Kertész K. Róbert tervezte Napraforgó utca 9.

A háromezer négyszögöles (1,08 ha) területet végül 22 családi- és ikerház számára parcellázták fel. Az újonnan nyitott Napraforgó utca a közepén kis térrel bővült, melyet gyalogoshíd kötött össze a Pasaréti úttal. A gyalogos hidat később az utca lakóinak kérésére lebontották. Az egész telepen egységes kerítés vonult végig (beton aljzat, a pillérek között pálcás fabetét), és a közvilágítást is azonos típusú kandeláberek szolgálták. A 16 családi- és három ikerházat (összesen 22 lakás) több építész tervezte, ennek megfelelően az épületek megformálása igen változatos. Valamennyi családi ház egyemeletes (a kétemeletes 3. szám kivételével), a kertekre földszinten vagy az emeleten teraszokkal nyílnak. 

## Korabeli beszámolók
Ferkai András leírása szerint: „Általában a földszinten kapott helyet a nappali és ebédlő a konyhával, a belső lépcsőn elérhető emeleten pedig a kettő vagy három hálószoba fürdővel. Ezt a sémát a tervezők rendkívül változatos elrendezésben, a legkülönbözőbb épületformákkal, anyaghasználattal és architektúrával valósítják meg, illusztrálandó a korszerű kislakásban rejlő lehetőségeket. […] Ligeti és Molnár puritán, tetőteraszos kockaháza a belsőben nem hoz különösebb újításokat, de alaprajza tiszta, funkcionális szerkesztésű. […] Fischer József ugyancsak puritán kockaházának érdekességét az adja, hogy a nappali nagyobb belmagassága miatt az emelet fele magasabbra került: ez a szintkülönbség az emeleti ablakokról és a megtört párkányvonalból is leolvasható. […] Kozma Lajos részben klinkerburkolatú ikerháza (6-8.) az alapterület ügyes kihasználásával és a lakóterek otthonosságával tűnik ki. […] A legfurcsább épület kétségtelenül a Kaffka Péteré (13.), nemcsak túlzott magassága, hanem belső elrendezése miatt is. A telep makettje szerint ez a ház lábakon állt volna, feltehetően kompromisszum eredménye a végleges megoldás. Az összes gazdasági-kiszolgáló helyiség a földszinten van, az emeleteken csak két-két nagyméretű, reprezentatív szoba található, a másodikon meglepően nagy gardrób szobával. A földszinti konyhából étellift vezet az első emeleti ebédlőbe. Homlokzatán tolóablakok, teljesen felnyitható sarokablakok és az emeletek félhenger alakú zárterkélyén nyolcszárnyú szalagablak található. Az épület eredetileg sötét tónusúra (talán téglavörösre) volt festve.”
Egy korabeli újságcikk szerint az építészek "egytől-egyig újszerűt, érdekeset és jót alkottak s öröm látni, hogy ez a pompás kislakásos telep milyen más hatású, mint a régi típusú házacskák, amelyek egy teleppé összezsúfolva, kellemetlenebbül hatnak, mint a bérkaszárnyák."
A felavatás előtti napon még javában dolgoztak, hisz szokatlan verniszázs ígérkezett másnapra. A korabeli igényeknek legjobban megfelelő olcsó családi házak mustráján, Fejér és Dános modern mintatelepén, "kint a Pasaréti út végén: bemutatnak és ünnepélyesen felszentelnek egy új uccát. A neve: Napraforgó ucca, találó szimbólum, mert a két oldalán sorakozó egészen modern stílusban épült családiházak déli és keleti oldalukon nyíló hatalmas üvegablakaikkal, széttolható üvegfalaikkal éppúgy a nap felé tárulnak, mint a napraforgó virágai. Érdekes művészi verseny eredménye ennek az uccának húszegynéhány háza, amelyek első mintái nálunk az új építési stílusnak. Mintatelepnek készült ez az új ucca. tanulmánynak, bátor kísérletnek, amely növeli a közönséget és amelyből rengeteg tanulságot lehet leszűrni."
"A pasaréti új villatelep az első egységesen megoldott, modern szellemű lakónegyed Magyarországon. (...) Mindegyik épület úgy stílus, mint célszerűség és higiénia tekintetében a legújabb idők fölfogását fejezi ki. Sehol semmi fölösleges dísz, mindenütt sík felületek, sima falak, lapos tetők, nagy ablakok, melyeken keresztül a napsugár szinte özönlik a szobákba. Legtöbb villát más és más építész tervezte, akik alkotásaikkal mintegy hitvallást tettek a külföldön már mindenütt elfogadott modem építészeti stílus mellett. (...) Egynéhány villa viszont már jól bizonyítja, hogy ebben a stílusban is sok eredeti artisztikumot lehet kihozni a tömegek helyes csoportosításával, a szerencsés arányokkal, a nyílások sikerült elhelyezésével és a színezés ötletességével. Az új vállalkozás – úgy látszik – nemcsak művészi, hanem gazdasági szempontból is sikerrel járt, mert a villák nagy része már vevőre talált. Valószínű, hogy ez a barátságos környezetnek, a Hűvösvölgy hegyek övezte, szép vidékének is köszönhető, amelynek ölében az új, napsugaras villatelep színes házaival, takaros kis kertjeivel egy újabb, egészségesebb élet- és lakásrend elkövetkezését jelzi."
"Vasárnap délelőtt ünnepélyes külsőségek között és díszes keretben avatta fel dr. Ripka Ferenc főpolgármester a Pasaréten, a Napraforgó-utcában a főváros legújabb lakótelepét, egy kedves kis villavárost, amelynek főjellegzetessége a világosság, a napfény. Huszonkét kis kertes villa sorakozik itt egymásután, mindegyik más-más alaprajzi beosztással, az új építészeti irány egyenesvonalú stílusában. (...) Főcélja a nemzeti formanyelv megteremtése. Ezután dr. Ripka Ferenc főpolgármester a főváros nevében felavatta az új telepet, mely egyik ékes bizonysága annak, hogy városunkban mennyi művészeti és gazdasági érték van. A pillanat csüggedésének nem szabad erőt vennie a lelkeken. Ez a derűs, új és tiszta telep erőssége, vára a családnak és ez adjon új erőt a szebb és jobb jövő kivárására."
A Pasaréten vasárnap délelőtt ünnepélyes külsőségek között fölavatták a főváros legújabb lakótelepét: a Napraforgó-utcát. A felavató ünnepélyen megjelentek: Ripka Ferenc dr. főpolgármester, Rakovszky Iván dr., a Közmunkatanács elnöke, báró Forster Gyula államtitkár, Bárczy István dr. volt polgármester, Nemes Antal püspök, az épületek tervezői és még sokan mások. Az új lakótelepről az építési vállalkozók, a Fejér és Dános-cég közlés céljából terjedelmes ismertető cikket küldött be lapunkhoz. Helyszűke miatt egész terjedelmében nem adhatjuk közre a cikket. De azért közérdekű voltánál fogva néhány érdekesebb részletet mégis szükségesnek tartunk szó szerint közölni. (...) Érdemes rámutatni, hogy Fejér és Dánosék, akiknek az illetékes hatóság a közelmúltban elutasította azt a kérelmét, hogy dunai uszályhajón tánclokált rendezzenek be, most sincsenek nagyon elragadtatva a hatóságok előzékenységétől és áldozatkészségétől. Erre vall a beküldött cikk következő passzusa: "Nem térhetünk itt ki annak megemlítése elől, hogy bizony ezen Magyarországon első és a maga nemében páratlan, minden közszempontból támogatásra érdemes kísérletet hatóságaink, illetve a hatósági üzemek nem eléggé értékelték. Így pl. a villamosvezetéket – ahelyett, hogy a modern telep jellegéhez alkalmazkodva, földalatti kábelben tüntették volna el –, ormótlan, fekete kátrányozott oszlopokon helyezték el."
Egy negatív szemléletű cikk: "Él, éldegél Budapesten egy építész-vállalat, a Fejér és Dános, amely a Kereskedelmi Bank érdekkörébe tartozik. Ez a cég építette legutóbb a Pasaréti-úti „mintatelepet“, mégpedig a főváros akarata ellenére: a főváros ugyanis annak idején nem járult hozzá a 80 és 100 négyszögöles parcellákhoz és csak a Közmunkatanács egyenes utasítására volt hajlandó a telektömb ilyen megosztását tudomásul venni. A Pasaréti-uti mintateleppel kapcsolatosan az a furcsa gondolata támadt a Fejér és Dános cégnek, hogy az elektromos világítást a Pasarétnek ezen nem túlságosan frekventált részén kábeleken szállítsa az Elektromos Művek, mert a házak között végigszaladó drót sérti a vállalkozó cég finom esztétikai ízlését és elveszi a telep lakóinak kilátását. A főváros illetékes osztálya természetszerűen napirendre tért a Fejér és Dános cég furcsa kérelme fölött és belátható ideig nem kábelek, hanem földfeletti vezeték útján fogják a Napraforgó-utcának elnevezett villasor elektromos áramszolgáltatását ellátni."

## Az alkotók
A Napraforgó utca közepén felállított emlékkövön a házszámozás és a tervezők párosítása több helyen hibás. A pontos lista: 1. és 11. Vágó László, 2. Wälder Gyula, 3. Kaffka Péter, 4. Bierbauer Virgil, 5. és 6-8. Kozma Lajos, 7. Wellisch Andor, 9. Kertész K. Róbert, 10. Münnich Aladár, 12. Quittner Ervin, 13. ifj. Masirevich György, 14. Hegedűs Ármin – Böhm Henrik, 15. Ligeti Pál – Molnár Farkas, 16. Tauszig Béla – Róth Zsigmond, 17. Hajós Alfréd, 18. Weichinger Károly, 19. Gerlóczy Gedeon, 20. Fischer József, 22. dr. Barát Béla – Novák Ede.
A tervezők életkora széles spektrumot ölel fel, 23 és 64 év között – ennek megfelelően stílusuk és szemléletük különböző. Egyedül Molnár Farkas (a 15. ház tervezője) tanult a Bauhaus iskolában Weimarban. A fiatalabb építészek – ifj. Masirevich György, Fischer József, Molnár Farkas – a modern építészet szószólói, a Congrès Internationaux d'Architecture Moderne (CIAM) tagjai voltak.